# 瑙谢拉县

所在位置

瑙谢拉县是巴基斯坦开伯尔－普赫图赫瓦省中部的一个县。总面积1,748 平方公里，总人口874,373(1998)，人口密度为500人/km2 (1,295/sq mi).县治位于瑙谢拉。

## 行政区划
瑙谢拉县辖1区，12镇，1乡，47个联合委员会。